# Almere City FC in het seizoen 2017/18
Het seizoen 2017/2018 was het 13e jaar in het bestaan van de Almeerse betaaldvoetbalclub Almere City FC. De club kwam uit in de Eerste divisie en eindigde daarin op de negende plaats, dit betekende dat de club in de eerste ronde instroomde in de nacompetitie. In de finaleronde werd verloren van De Graafschap. Tevens deed de club mee aan het toernooi om de KNVB Beker, hierin werd in de tweede ronde verloren van AZ (0–4).

## Wedstrijdstatistieken

### Eerste divisie
|       | SC Cambuur | FC Den Bosch | FC Dordrecht | FC Eindhoven | FC Emmen | Fortuna Sittard | Go Ahead Eagles | De Graafschap | Helmond Sport | Jong Ajax | Jong AZ | Jong PSV | Jong FC Utrecht | MVV Maastricht | N.E.C. | FC Oss | RKC Waalwijk | Telstar | FC Volendam |
| ----- | ---------- | ------------ | ------------ | ------------ | -------- | --------------- | --------------- | ------------- | ------------- | --------- | ------- | -------- | --------------- | -------------- | ------ | ------ | ------------ | ------- | ----------- |
| Thuis | 1 – 1      | 1 – 1        | 1 – 2        | 5 – 1        | 2 – 2    | 1 – 4           | 2 – 0           | 2 – 1         | 3 – 1         | 1 – 2     | 3 – 2   | 2 – 1    | 2 – 1           | 3 – 2          | 3 – 2  | 2 – 2  | 3 – 2        | 2 – 3   | 2 – 0       |
| Uit   | 2 – 1      | 1 – 3        | 1 – 1        | 3 – 2        | 2 – 2    | 2 – 1           | 2 – 1           | 4 – 2         | 1 – 2         | 3 – 0     | 4 – 1   | 3 – 2    | 2 – 4           | 3 – 0          | 3 – 1  | 5 – 1  | 0 – 4        | 4 – 0   | 1 – 1       |

### Nacompetitie
| 1e ronde                                              | MVV Maastricht                                             | 1 – 3 (1 – 1) | Almere City FC                                 |
| 1 mei 2018 Plaats: Maastricht De Geusselt             | Alessandro Ciranni 33'                                     |               | 23', 51', 62' Damon Mirani                     |
| 1e ronde                                              | Almere City FC                                             | 3 – 2 (1 – 1) | MVV Maastricht                                 |
| 5 mei 2018 Plaats: Almere Yanmar Stadion              | Silvester van der Water 45+1' Sherjill Mac-Donald 77', 85' |               | 7' Christophe Janssens 47' Jonathan Okita      |
| 2e ronde                                              | Almere City FC                                             | 0 – 0         | Roda JC Kerkrade                               |
| 10 mei 2018 Plaats: Almere Yanmar Stadion             |                                                            |               |                                                |
| 2e ronde                                              | Roda JC Kerkrade                                           | 1 – 2 (0 – 1) | Almere City FC                                 |
| 13 mei 2018 Plaats: Kerkrade Parkstad Limburg Stadion | Dani Schahin 53'                                           |               | 31' Silvester van der Water 87' Faris Hammouti |
| 3e ronde                                              | Almere City FC                                             | 1 – 1 (0 – 0) | De Graafschap                                  |
| 17 mei 2018 Plaats: Almere Yanmar Stadion             | Silvester van der Water 84'                                |               | 90+2' (pen.) Fabian Serrarens                  |
| 3e ronde                                              | De Graafschap                                              | 2 – 1 (1 – 1) | Almere City FC                                 |
| 20 mei 2018 Plaats: Doetinchem De Vijverberg          | Tarik Tissoudali 45+2' Fabian Serrarens 68'                |               | 36' Jergé Hoefdraad                            |

### KNVB Beker
| 1e ronde                                           | FC Oss                                | 0 – 2 (0 – 1) | Almere City FC                                              |
| 19 september 2017 Plaats: Oss Frans Heesen Stadion | Leeroy Owusu 18' Arsenio Valpoort 64' |               |                                                             |
| 2e ronde                                           | Almere City FC                        | 0 – 4 (0 – 1) | AZ                                                          |
| 26 oktober 2017 Plaats: Almere Yanmar Stadion      |                                       |               | 35' Stijn Wuytens 49', 60' Wout Weghorst 75' Jonas Svensson |

## Statistieken Almere City FC 2017/2018

### Eindstand Almere City FC in de Nederlandse Eerste divisie 2017 / 2018
| Stand | Gespeeld | Gewonnen | Gelijk | Verloren | Punten | Doelpunten voor | Doelpunten tegen |
| ----- | -------- | -------- | ------ | -------- | ------ | --------------- | ---------------- |
| 9e    | 38       | 15       | 7      | 16       | 52     | 70              | 76               |

### Topscorers
| #      | Naam                    | Goal |
| ------ | ----------------------- | ---- |
| 1.     | Arsenio Valpoort        | 16   |
| 2.     | Silvester van der Water | 12   |
| 3.     | Dennis van der Heijden  | 7    |
| 3.     | Gaston Salasiwa         | 7    |
| 5.     | Tom Overtoom            | 6    |
| 6.     | Sherjill MacDonald      | 5    |
| 7.     | Ezra Walian             | 4    |
| 8.     | Jergé Hoefdraad         | 3    |
| 8.     | Damon Mirani            | 3    |
| 10.    | Calvin Mac-Intosch      | 2    |
| 11.    | Anass Ahannach          | 1    |
| 11.    | Kevin Brands            | 1    |
| 11.    | Nicky van Hilten        | 1    |
| 11.    | Josef Kvída             | 1    |
| 11.    | Leeroy Owusu            | 1    |
| Totaal | Totaal                  | 70   |

| #      | Naam                    | Goal |
| ------ | ----------------------- | ---- |
| 1.     | Damon Mirani            | 3    |
| 1.     | Silvester van der Water | 3    |
| 3.     | Faris Hammouti          | 1    |
| 3.     | Calvin Mac-Intosch      | 1    |
| 3.     | Sherjill Mac-Donald     | 1    |
| Totaal | Totaal                  | 9    |

| #      | Naam             | Goal |
| ------ | ---------------- | ---- |
| 1.     | Leeroy Owusu     | 1    |
| 1.     | Arsenio Valpoort | 1    |
| Totaal | Totaal           | 2    |

## Voetnoten
Almere City FC ·
SC Cambuur ·
FC Den Bosch ·
FC Dordrecht ·
FC Eindhoven ·
FC Emmen ·
Fortuna Sittard ·
Go Ahead Eagles ·
De Graafschap ·
Helmond Sport ·
Jong Ajax ·
Jong AZ ·
Jong PSV ·
Jong FC Utrecht ·
MVV Maastricht ·
N.E.C. ·
FC Oss ·
RKC Waalwijk ·
Telstar ·
FC Volendam